# Бурый момот
Бурый момот (лат. Eumomota superciliosa) — ярко окрашенная птица среднего размера из семейства момотовые (Momotidae).

## Распространение и места обитания
Обитает в Центральной Америке от юго-востока Мексики (в основном, на полуострове Юкатан) до Коста-Рики, где этот вид обычен и не считается находящимся под угрозой исчезновения. Он живет в довольно открытых местах обитания, таких как лесные опушки, галерейные леса и кустарниковые заросли. Этот вид более заметен, чем другие представители семейства, он часто присаживается в открытых местах: на проводах и на заборах. С этих присад он высматривает добычу, как насекомых, так и мелких рептилий. Яйца белого цвета, количеством 3—6 штук он откладывает в гнезде, которое строит в конце длинной туннелевидной норы, вырытой в речных обрывах, или иногда в карьерах и колодцах.

## Описание

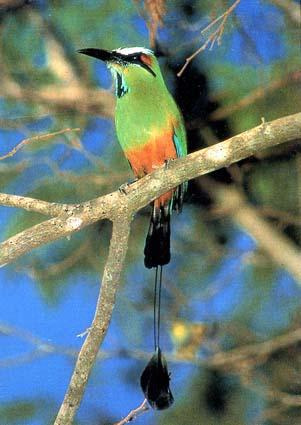
Бурый момот спереди

Длина птицы составляет около 34 см, вес около 65 г. Окраска оперения, в основном, зелено-голубая, с рыжим цветом задней части брюшка и на спине. Характерны ярко-голубая полоса над глазом и голубая кайма черного пятна на горле. Маховые и верхняя часть хвоста голубые. Кончики перьев хвоста имеют форму флажков и голые стержни центральных рулевых длиннее, чем у других момотов. Несмотря на то, как часто пишут, момоты, якобы, сами вырывают опахала центральных рулевых, чтобы придать им флагообразную форму, это не так; бородки слабо прикреплены к стержню и отваливаются из-за трения о субстрат или во время обычной чистки оперения.

## Поведение
В отличие от большинства видов птиц, у которых только самцы имеют яркую окраску и выразительные особенности оперения, у бурого момота необычайные флагообразные перья в хвостах характерны для обоих полов. Исследования показывают, что функция хвоста эволюционировала по-разному у самцов и самок. Самцам, по-видимому, хвосты служат в качестве сексуального сигнала, так как самцы с более длинными хвостами имеют больший успех при спариваниях и соответственно больший репродуктивный успех. В дополнение к этой функции, хвост используется обеими полами в «демонстрациях взмахивания» (wag-display), в процессе которых хвост перемещается возвратно-поступательно наподобие маятника. Демонстрации взмахивания исполняются в контексте, не связанном со спариваниями. Оба пола исполняют эту демонстрацию в присутствии хищников, и эта демонстрация, как полагают, отражает поддержанные естественным отбором преимущества от общения с хищником, а именно сигнал о том, что он (хищник) был замечен, и что преследование не приведет к поимке жертвы. Эта форма межвидовой коммуникации называется сигналом слежения-сдерживания (Pursuit-deterrent signal).
Крик — носовое далеко разносящееся кваканье.
- Голос Eumomota superciliosa на сайте xeno-canto.org

## В культуре Центральной Америки
Бурый момот хорошо известен людям на территории своего ареала, он был выбран в качестве национальной птицы как в Сальвадоре, так и в Никарагуа. Он приобрёл ряд местных названий, включая guardabarranco («хранитель оврагов») в Никарагуа, torogoz в Сальвадоре (звукоподражательное название) и pájaro reloj («часовая птица») в Юкатане из-за его привычки махать хвостом подобно маятнику. В Коста-Рике он известен как momoto cejiceleste или под далеко менее лестным названием pájaro bobo («придурковатая птица»), в силу его склонности не улетать, когда люди подходят к нему очень близко.